# William Orlando Smith

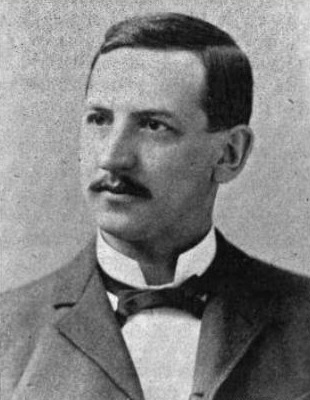
William Orlando Smith

William Orlando Smith (* 13. Juni 1859 in Reynoldsville, Jefferson County, Pennsylvania; † 12. Mai 1932 in Cleveland, Ohio) war ein US-amerikanischer Politiker. Zwischen 1903 und 1907 vertrat er den Bundesstaat Pennsylvania im US-Repräsentantenhaus.

## Werdegang
William Smith besuchte die öffentlichen Schulen seiner Heimat und absolvierte danach eine Lehre im Druckerhandwerk. In den folgenden Jahren arbeitete er im Druck- und Zeitungsgewerbe. Von 1876 bis 1879 gab er die Zeitung Reynoldsville Herald heraus. Danach arbeitete er bis 1884 in der Bundesdruckerei in Washington, D.C. Anschließend zog er nach Punxsutawney in Pennsylvania, wo er zwei Zeitungen verlegte. Außerdem gab er in Bradford eine Zeitung heraus. Politisch wurde er Mitglied der Republikanischen Partei. Von 1889 bis 1898 gehörte er dem Repräsentantenhaus von Pennsylvania an.
Bei den Kongresswahlen des Jahres 1902 wurde Smith im 27. Wahlbezirk von Pennsylvania in das US-Repräsentantenhaus in Washington gewählt, wo er am 4. März 1903 die Nachfolge des Demokraten Joseph C. Sibley antrat. Nach einer Wiederwahl konnte er bis zum 3. März 1907 zwei Legislaturperioden im Kongress absolvieren. Im Jahr 1906 verzichtete er auf eine weitere Kandidatur. Nach seiner Zeit im US-Repräsentantenhaus arbeitete Smith wieder in der Zeitungsbranche in Punxsutawney. Er starb am 12. Mai 1932 in Cleveland und wurde in Punxsutawney beigesetzt.